# 扎里亞海峽
扎里亞海峽（Заря пролив）是俄羅斯的海峽，位於北冰洋，連接拉普捷夫海和桑尼科夫海峽，由薩哈共和國負責管轄，長約65公里、寬22公里，最大水深約23米。